# Assemblée générale de l'Union astronomique internationale de 1952
8e assemblée générale de l'Union astronomique internationale
La 8e assemblée générale de l'Union astronomique internationale s'est tenue du 4 au 13 septembre 1952 à Rome, en Italie. C'est la deuxième assemblée générale de l'UAI qui se déroule dans la capitale italienne, 30 ans après la 1re assemblée générale de l'Union astronomique internationale en 1922.